# 中国足球宣布退赛球队
中国足球宣布退赛球队是指那些在由中国足球协会下注册并宣布过退赛的球队。但并不是所有宣布退赛的球队，最终实际都会退赛。

## 中超球队
注：以下顺序按照时间排列

### 2004年
在中超联赛元年的2004年10月2日。北京国安客场挑战沈阳金德，由于在比赛中对主裁判周伟新的判罚不满，北京国安队全体队员提前下场。之后周伟新也宣布比赛提前结束，北京国安被判0比3告负。
这是自2004年中国足球职业化以来首例比赛提前结束事件。之后他们的这一行为被中国足协定性为罢赛，并引发了中国足坛的G7革命。而后在2009年当时比赛的主裁判周伟新因涉嫌收受贿赂而被判处有期徒刑4年，而周伟新也承认了当时收受沈阳金德的20万元人民币贿赂。

### 2006年
从2000年1月9日大连实德足球俱乐部成立起，到2003年期间。大连实德俱乐部总经理徐明在甲A和甲B联赛布局实德系，这使得大连实德旗下同时拥有多家卫星俱乐部。这引起了多家俱乐部的集体不满。于是在2006年 中国足协下令大连实德集团必须解决与其相关联的各家俱乐部关系问题。因此大连实德不得已向外抛售四川冠城队。但由于当时正处于中国足球的低谷时期，愿意接手四川冠城队的并不多。
在2006年1月27日，四川省体育局与大连实德关于四川冠城队转让事宜的协商还是因为“在付款方式上存在分歧”而宣告失败。于是四川冠城队便将所有球员集体挂牌出售，而预备队则将被整体转让。2006年2月7日大连实德俱乐部副总刘建伟在蒲江基地，宣布四川冠城解散。这也使得四川冠城队无法参加2007的中超联赛。这是首支退出中超联赛的球队。

### 2008年
2008年9月28日，中超联赛第十八轮武汉光谷客场挑战北京国安。当时效力于武汉光谷的李玮锋在比赛行将结束前恶意踩踏北京国安的球员路姜，路姜被激怒后掐住李玮锋的脖子。当值主裁判直接对路姜出示红牌将其罚下，但对李玮锋却没有任何处罚。这导致了北京国安方面的不满，赛后向中国足协提出申诉。两天后中国足协做出处罚,将路姜与李玮锋双双禁赛八场。而这一处罚却使得武汉光谷方面不满，扬言如果中国足协不收回处罚决定，就将退出中超联赛。
但是结果中国足协并没有作出妥协，最终武汉光谷也真的退出了中超联赛。这使得武汉光谷成为了首支主动退出中超联赛的球队。

### 2011年
由于在2011年中国足球超级联赛中辽宁宏运取得了联赛第三的成绩，按照亚足联的规定将获得参加2012年亚足联冠军联赛第三轮附加赛的资格。但是按照亚足联规定没能从亚冠附加赛中突围的球队将直接进入‘含金量不足，也没有奖金回报’的亚足联杯进行比赛。而此前辽宁宏运俱乐部曾表示如果不能从2012年亞足聯冠軍聯賽外圍賽中出线的话，将拒绝参加亚足联杯。但其后被亚足联告知，若在附加赛中被淘汰后不参加亚足联杯比赛的话将被亚足联处以罚款以及亚足联旗下赛事禁赛。因此辽宁宏运向亚足联提出了撤销参加亚冠资格赛的申请。2011年12月2日辽宁宏运召开记者会宣布，如果亚足联不修改亚冠赛事规则的话，辽宁宏运将退出2012年亚冠联赛资格赛。